# Cappella Coloniensis
La Cappella Coloniensis est un orchestre qui joue les compositions d'après le souhait originel du compositeur, comme elles ont sonné au temps de leur création. À sa création à Cologne en 1954, la Cappella Coloniensis, soutenue par la Westdeutscher Rundfunk (WDR), devient le premier orchestre au niveau mondial à faire de la musique dans le sens du mouvement de l’interprétation historiquement informée.
Parmi les chefs d'orchestre qui ont dirigé la Cappella Coloniensis au cours de son existence, on peut citer entre autres Ferdinand Leitner, William Christie, John Eliot Gardiner, Joshua Rifkin, Hans-Martin Linde.
Dans les années 1960 et 1970 s'ensuivent des tournées dans le monde entier : en URSS, dans les pays de l'Est, au Japon, en Europe, en Amérique du Sud et du Nord.
Une première incursion dans le romantisme est effectuée avec les enregistrements d'opéras de Gioachino Rossini au début des années 1980 sous la direction de Gabriele Ferro, en collaboration avec des chanteurs aussi éminents que Fiorenza Cossotto et Francisco Araiza.
À partir de 1997, Bruno Weil dirige de plus en plus souvent. Avec lui, la Cappella enregistre sur CD les opéras de Carl Maria von Weber Der Freischütz et Abu Hassan ainsi que l'opéra Endimione de Johann Christian Bach, et est récompensée à deux reprises du prix Echo-Klassik de la Deutsche Schallplattenindustrie. Finalement, grâce à une collaboration harmonieuse tant sur le plan artistique que humain, le choix de Bruno Weil comme directeur artistique se fait parmi les musiciens de la Cappella.
Le succès de ce travail commun est la publication CD de la première version du Hollandais volant de Richard Wagner, donnée en concert au philharmonique de Essen en juin 2004. Après 50 ans sous le patronage du Westdeutscher Rundfunk, la Cappella Coloniensis prend son indépendance, en tant qu'orchestre dont le but est de rapprocher les gens intéressés par la musique des compositions de l'époque baroque, mais aussi des époques classique et romantique.

## Sources
- (de) Cet article est partiellement ou en totalité issu de l’article de Wikipédia en allemand intitulé « Cappella Coloniensis » (voir la liste des auteurs).